# Assurance chômage au Maroc
Au Maroc, un salarié a droit à l'assurance chômage après une perte d’emploi involontaire à la suite d'une fin de contrat à durée déterminée ou un licenciement sous réserve d’un temps de cotisation, de démarches de recherche d’emploi et pour un temps déterminé.
La gestion de l’assurance chômage est confiée à la Caisse nationale de sécurité sociale.

## Indemnisation des chômeurs
L’assurance chômage indemnise en fonction du salaire perdu, en lui attribuant une indemnité pour perte d'emploi (IPE). Pour bénéficier de l'IPE, il faut avoir travaillé 780 jours durant les trois ans précédant la perte d'emploi dont 260 jours durant les 12 derniers mois.
L’indemnisation mensuelle est de 70 % du salaire perçu durant les 36 derniers mois, sans dépasser le Smig et 50 % du salaire de référence sans excéder la somme de 6 000 DH. Elle est versée sous condition d’une demande faite à la CNSS l’informant de la perte involontaire d’emploi, et d’une recherche active d’emploi, liée à l’inscription à l’ANAPEC, institution qui gère le Service public de l'emploi. La démission et le départ volontaire n'ouvrent pas droit à l'indemnisation pour perte d'emploi.
Pendant la période d’attribution, qui dure six mois maximum, le bénéficiaire de l’IPE doit se soumettre le cas échéant à un programme de formation qualifiante de l’ANAPEC et de l’OFPPT (Office de la Formation Professionnelle et de la Promotion du Travail), pour trouver un nouvel emploi.
Le nombre d'assujettis à la CNSS, ayants droit de l'IPE, est d’environ 2,9 millions de personnes en 2014. L’indemnité pourrait profiter à 34 000 personnes.

## Historique de la protection contre le chômage
La loi no 03-14 complétant et modifiant le dahir no 1-72-184 relatif au régime de sécurité sociale a été publiée le 11 septembre 2014. Elle est entrée en vigueur le 1er décembre 2014.
Le dispositif avait fait l'objet de longues négociations entre les partenaires sociaux et le ministre de l'emploi Abdeslam Seddiki. Il est lancé alors que le taux de chômage au Maroc a enregistré une hausse de 0,5 points au troisième trimestre 2014, passant de 9,1 % en 2013 à 9,6 %, selon les données du Haut-commissariat au Plan du Maroc (novembre 2014).
Le décret fixant le taux des cotisations dues à la Caisse nationale de sécurité sociale a été adopté par le Conseil de gouvernement, réuni le 21 novembre 2014.

### Réactions à la création de l’assurance-chômage
Selon un responsable patronal, Jamal Belahrach, vice-président de la CGEM chargé du social, cette indemnité répond à un besoin d’efficacité économique et va encourager la flexibilité du marché du travail.
Pour le ministre de l’emploi Abdelouahed Souhail, l’IPE est une « mesure historique » : « Cette indemnité commencera certes modestement avec un plafond et une durée de six mois. Mais il s’agit d’une énorme avancée notamment pour la partie la plus précaire des travailleurs. »
Cependant, la mesure est peu appréciée des hauts salaires qui craignent qu’elle ne leur offre qu’une « indemnité dérisoire » par rapport à leurs revenus antérieurs.

## Gestion de l'Assurance chômage
L'assurance chômage est gérée par la Caisse nationale de sécurité sociale (CNSS).
L'IPE est financée par application d’un taux de 0,57 % du salaire déclaré dans la limite du plafond en vigueur. De ce fait, les cotisations dues à la CNSS sont passées de 12,89 % à 13,46 %. La part de l’employeur est de 0,38 % du salaire plafonné à 6 000 dirhams et celle de l’employé de 0,19 %.
Pour lancer le dispositif, avant que les cotisations rentrent, l'État a mis à disposition de la CNSS un fonds d’amorçage de 500 millions de dirhams étalé sur trois ans : 250 la première année, 125 la deuxième et autant la troisième.